# バンコク芸術文化センター
座標: 北緯13度44分48秒 東経100度31分48秒 / 北緯13.74667度 東経100.53000度
バンコク芸術文化センター（バンコクげいじゅつぶんかセンター、タイ語:หอศิลปวัฒนธรรมแห่งกรุงเทพมหานคร、英語:Bangkok Art and Culture Centre、略名：BACC）は、タイ王国バンコク都パトゥムワン区にある美術館。英語による正式名称は『バンコク・アート・アンド・カルチャー・センター』。

## 概要

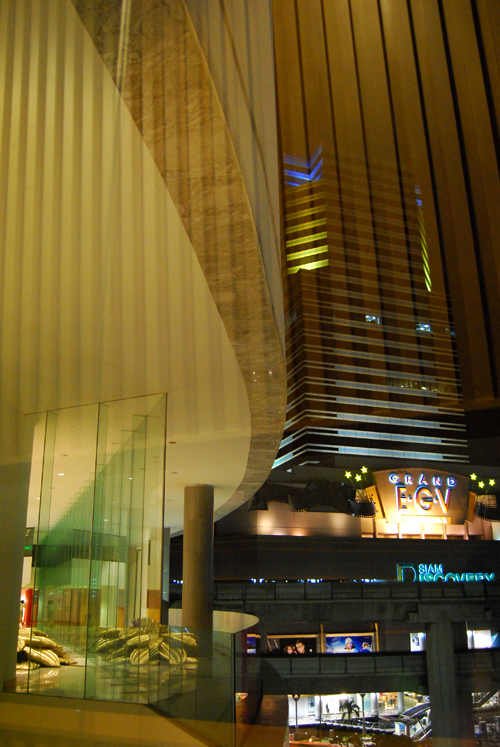
バンコク芸術文化センター 外観

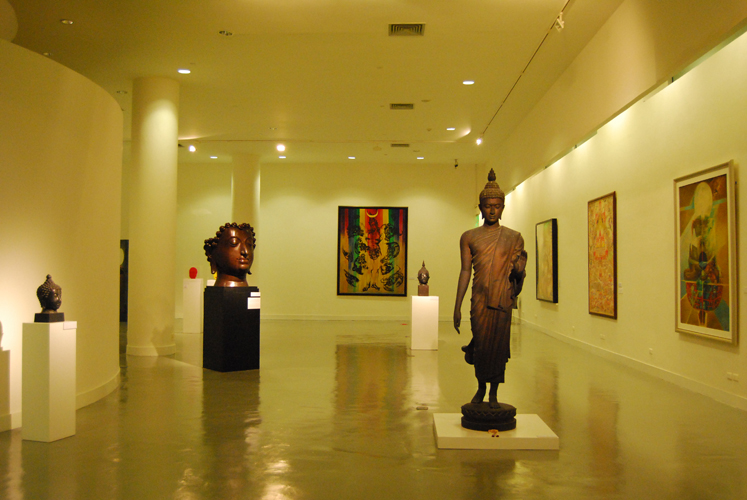
バンコク芸術文化センター 内観

バンコク芸術文化センターは、バンコクのMBKセンター向かい、パトゥムワン交差点にある総面積25,000m²、地上9階、地下2階建ての美術館。現代美術・文化振興を目的にバンコク都によって設立され、美術、音楽、舞台芸術、映画、文学、デザインの展示を行っている。バンコク芸術文化センター財団が管理する。2008年7月に開館した。
建物内の施設として、オーディトリアム（222席：5階）、多目的ホール（300席）、スタジオ（350席）、ミーティングルーム、図書館（600m²:地下階）アートコンベンション・スペース、レストラン、ミュージアムショップがある。開館時間は10:00 - 21:00（図書館：10：00 - 18：00）。月曜休館。入館無料、しかし展示によっては入場料必要。

## 沿革
1994年から、タイの芸術家ネットワークによって精力的な設立運動が行われた。当時バンコク都知事であったピチット・ラッタグン (พิจิตต รัตตกุล) がその設立計画を承認した。2000年に建物の建設が始まったが、資金不足から中断された。その後、2005年12月に再着工し、2006年末に落成した。もともと計画ではバンコク・メトロポリタン近代美術館 (Bangkok Metropolitan Museum of Contemporary Art：BMOCA) という名前を使っていたが、開館前に現在の名前に変更をした。

## 立地
- バンコク、パトゥムワン区ワンマイ、ラーマ1世通り939 (939 ถนนพระรามที่ 1 แขวงวังใหม่ เขตปทุมวัน กรุงเทพมหานคร 10330)
- バンコク・スカイトレイン(BTS)、サナームキラーヘンチャート駅3番出口直通

## 展示スペース
作品展示スペースは3,000m²（7、8、9階にそれぞれ1,000m²のスペース）、さらに追加1,000m²の拡張スペースがある。